# Ebbenhouten Schoen 2002
De verkiezing van de Ebbenhouten Schoen 2002 werd op 26 april 2002 gehouden. Moumouni Dagano won de Belgische voetbaltrofee voor de eerste keer. De aanvaller uit Burkina Faso kreeg de trofee uit handen van bondscoach Robert Waseige.

## Winnaar
Racing Genk won in 2002 zijn tweede landstitel. Dat had het team van trainer Sef Vergoossen vooral te danken aan de spitsen Wesley Sonck en Moumouni Dagano. Samen waren ze goed voor 29 goals en 8 assists. Van de twee aanvallers was Sonck de doeltreffendste, hetgeen hem in 2002 de trofee voor Profvoetballer van het Jaar opleverde en wat later ook de Gouden Schoen. De Ebbenhouten Schoen ging dan ook logischerwijs naar Dagano. Hij haalde het in de uitslag ruim voor Sambegou Bangoura van KSC Lokeren.

## Uitslag
| Nr.        | Land                  | Naam              | Club(s)        | Punten     |
| Finalisten | Finalisten            | Finalisten        | Finalisten     | Finalisten |
| ---------- | --------------------- | ----------------- | -------------- | ---------- |
| 1.         | Vlag van Burkina Faso | Moumouni Dagano   | Racing Genk    | 267        |
| 2.         | Vlag van Guinee       | Sambegou Bangoura | KSC Lokeren    | 143        |
| 3.         | Vlag van Sierra Leone | Ibrahim Kargbo    | RWDM           | 123        |
| 4.         | Vlag van Ivoorkust    | Didier Zokora     | Racing Genk    | 118        |
| 5.         | Vlag van Ivoorkust    | Aruna Dindane     | RSC Anderlecht | 117        |

1992 · 1993 · 1994 · 1995 · 1996 · 1997 · 1998 · 1999 · 2000 · 2001 · 2002 · 2003 · 2004 · 2005 · 2006 · 2007 · 2008 · 2009 · 2010 · 2011 · 2012 · 2013 · 2014 · 2015 · 2016 · 2017 · 2018 · 2019 · 2020 · 2021 · 2022 · 2023 · 2024